# دیوید دیکسون پورتر

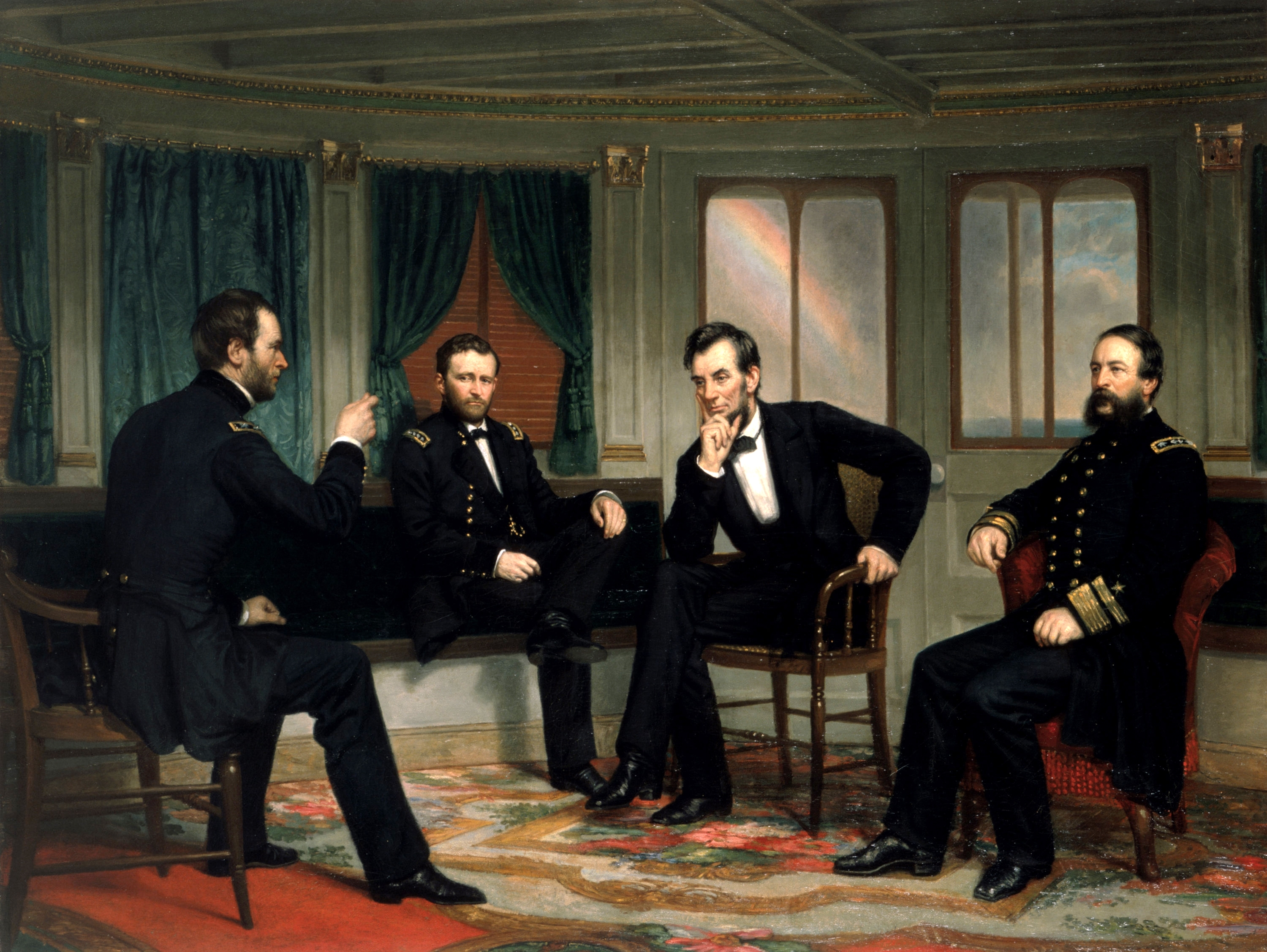
مُصلحان، نام اثری است به‌سال ۱۸۶۸ میلادی که توسط نقاش آمریکایی جرج پیتر الکساندر هیلی خلق شد. اثر آبراهام لینکلن، شانزدهمین رئیس‌جمهور ایالات متحدهٔ آمریکا را در کنار ادمیرال پورتر، ژنرال گرانت و در حال شنیدن اظهارات ژنرال شرمن نشان می‌دهد. این اثر اکنون در کاخ سفید قرار دارد.

دیوید دیکسون پورتر (به انگلیسی: David Dixon Porter) ادمیرال نیروهای اتحادیه و سپس نیروی دریایی ایالات متحده آمریکا، کاپیتان کشتی جنگی یواس‌اس پوهاتان در جنگ داخلی آمریکا و رییس آکادمی نیروی دریایی آمریکا بود.
دریابُد دیوید دیکسون پُرتِر، فرزند کاپیتان دیوید پورتر، افسر برجستهٔ نیروی دریایی ایالات متحده آمریکا و برادرخواندهٔ دریابد دیوید فارگوت بود.
وی همچنین فرماندهی بخشی از ناوگان دریایی آمریکا در جنگ آمریکا و مکزیک را برعهده داشت.